# Indolestes bellax
Indolestes bellax är en trollsländeart som först beskrevs av Maurits Anne Lieftinck 1953.  Indolestes bellax ingår i släktet Indolestes och familjen glansflicksländor. IUCN kategoriserar arten globalt som nära hotad. Inga underarter finns listade i Catalogue of Life.